# 虫谷川 (富山市)
虫谷川（むしたにがわ）とは神通川水系熊野川の支流。延長は3.30キロメートル。

## 特徴
御前山を源流としており、高位の河岸段丘である船峅台地（舟倉野）の脇を流れていき、抜戸溜池を通り、平野部に出てまもなく熊野川に合流する。
肥沃な土壌でありながら、水不足に悩まされてきた船峅台地上の集落においては舟倉用水が建設される前までは、急滝川と共に貴重な水源となっていた。
川の中流にある抜戸溜池は、元々は岩稲累層の地滑りにより形成された天然の堰き止め湖だったと考えられている。現在は人工的な溜池の改変が進み、地滑りの遺構は余り見られなくなっている。

## 自然

### 植生
照葉樹林と植林された針葉樹との混交林が見られる。主な樹種はクリやクルミ、シュロなどである。

## 観光
- 池原隧道
- 抜戸溜池